# Milan Vidmar
Milan Vidmar (Ljubljana, 1885. június 22. – Ljubljana, 1962. október 9.) szlovén mérnök, a Szlovén Tudományos Akadémia tagja, sakknagymester, sakkteoretikus, levelezési sakkban Európa-bajnok (1936), nemzetközi versenybíró, filozófus és író.
1911−1930 között a világ hat legerősebb sakkozója közé tartozott, 1939-ben jugoszláv bajnok, 1950-ben Jugoszlávia első nemzetközi nagymestere lett. A Chessmetrics historikus pontszámítása szerint legmagasabb pontszáma 2731 volt, amelyet 1919 áprilisában ért el, legjobb világranglista-helyezése a 4. volt, amelyet 1917. július és 1923. január között 21 hónapon keresztül tartott.
A Mihail Botvinnik által megnyert 1948-as sakkvilágbajnokság főbírája volt.

## Élete és pályafutása

### Családja
Középosztálybeli családban született az akkor az Osztrák-Magyar Monarchiához tartozó Ljubljanában. Apja Josip Vidmar (1859−1950) esernyőkészítő mester, anyja Josipina Vidmar (1860−1922) a női egyenjogúság egyik élharcosa. Tizenegyen voltak testvérek, akik közül többen ismert személyiségek lettek. Testvére Josip Vidmar (1895−1992) irodalomkritikus, esszéista, 1944−1946 között a szlovén parlament elnöke, 1952−1976 között a Szlovén Tudományos és Művészeti Akadémia elnöke volt. Húga Meta Vidmar (1899−1975) az első szlovén modern táncos volt, Szlovénia első modern tánciskolájának megalapítója. Ciril Vidmar (1899−1982) könyvkiadó, bátyja Stane Vidmar (1891−1957) neves tornász és vállalkozó volt.
Két felesége volt, az első Vanda Vidmar (Waclaviček) (1886−?), aki öt gyermekének anyja, és Terezija Vidmar (Nečemar) (1903−1970) két gyermekének anyja. Egyik fia, Milan Vidmar jr. (1909−1980) szintén ismert sakkozó, nemzetközi mester, 1950-ben csapatban sakkolimpiai bajnok volt.

### Iskolái és mérnöki tevékenysége
1902-től gépészmérnöknek tanult a Bécsi Egyetemen, ahol 1907-ben szerzett diplomát. A műszaki fakultáson doktorált 1911-ben. 1904-ben még nem volt tantárgy az elektrotechnika, ezért a doktori vizsgához ebből külön speciális alapvizsgát kellett tennie. 1907−1919 között tervezőként dolgozott különböző elektrotechnikai gyárakban. A Graz melletti ELIN cégnél kis idő alatt az elektromos gépek első számú szakértője lett. 1912-ben Budapestre költözött, ahol a Ganz Gyár Elektrotechnikai Osztályán kezdett dolgozni, ahol a transzformátor egyik feltalálójának, Bláthy Ottó Titusznak a személyi asszisztense lett. Az ő ösztönzésére kezdett foglalkozni a bonyolultabb elektrotechnikai problémák megoldásával, és hamarosan a transzformátorral kapcsolatos kérdések szakértője lett. 1914-ben a gyakorlatban beváló aluminium-transzformátort szerkesztett.
Ezt követően Ljubljanában közreműködött Szlovénia első 12 transzformátorának legyártásában. 1919-ben Ljubljanában az AEG Union vezető mérnöke, majd gyártási igazgatója. Ebben az évben kezdett előadásokat tartani a Ljubljanai Egyetemen, amelynek 1928/1929-es tanévétől rektora lett, és ahol 1957-ig professzorkodott. 1940-ben választották be a Szlovén Tudományos Akadémia tagjai közé. 1948-ban Moszkvában tanácsadóként vett részt a Szovjetunió villamosítási programjának megvalósításában. 1959-ben alapította meg Szlovénia első, és azóta is legjelentősebb elektrotechnikai kutatóintézetét, amelyet haláláig vezetett.

### Sakkpályafutása
14 éves korában kezdett foglalkozni a sakkjátékkal. 1901-től már komolyabban tanulmányozta a kor híres játékosainak (Pillsbury, Tarrasch és Lasker) játszmáit. 1902-ben nyerte első versenyét Ljubljanában, majd Bécsbe került, ahol a világ egyik legerősebb sakkcentrumának számító Wiener Schachklubban játszott. 1904-től vett részt erős nemzetközi tornákon.
A világ akkor figyelt fel a játékára, amikor 1909-ben Göteborgban megnyerte az északi államok sakkbajnokságát (Nordic Chess Championship), majd 1911-ben José Raúl Capablanca mögött 2−3. San Sebastianban, és 1912-ben első lett Budapesten Maróczy Géza és Forgács Leó előtt. Első helyen végzett 1917-ben Bécsben és 1918-ban Berlinben. 1925/26-ban Aljechinnel holtversenyben első a világ egyik legerősebb versenyén, a hastingsi sakktornán. 1936-ban első lett a levelezési Európa-bajnokságon. Max Euwe mögött második 1940-ben Budapesten, megelőzve Barcza Gedeont és Szabó Lászlót, és első helyen végzett Baselben 1952-ben.
Fiatalabb korában, vélhetően Bláthy Ottó Titusz hatására, aki kiváló sakkfeladványszerző is volt, készített néhány sakkfeladványt. 1950-ben, az új típusú sakkminősítések bevezetésekor az elsők között kapta meg a Nemzetközi Sakkszövetségtől a nemzetközi nagymesteri címet.

### Versenyeredményei
| Év      | Város         | Helyezés | Megjegyzés |
| ------- | ------------- | -------- | --- |
| 1904    | Coburg        | 1−2.     | |
|         | Bécs          | 10.      | Királycsel tematikus verseny                                                                                                 |
| 1905    | Barmen        | 3−4.     | |
| 1906    | Nürnberg      | 9−11.    | |
| 1907    | Bécs          | 3−5.     | |
|         | Karlovy Vary  | 6.       | [17] |
| 1908    | Prága         | 3.       | [18] |
| 1909    | Pétervár      | 15−16.   | |
|         | Göteborg      | 1.       | |
| 1911    | Karlovy Vary  | 7.       | |
|         | San Sebastian | 2−3.     | [19] |
| 1912    | Budapest      | 1.       | |
|         | Budapest      | 6.       | |
| 1914    | Mannheim      | 2.       | A verseny a háború kitörése miatt félbeszakadt, az akkori állás szerint hirdettek végeredményt. A győztes Aljechin lett.[20] |
| 1917    | Bécs          | 1.       | |
| 1918    | Berlin        | 1.       | |
|         | Kassa         | 2.       | Réti Richárd mögött.[21][22]                                                                                                 |
| 1922    | London        | 3.       | Capablanca és Aljechin mögött.[23]                                                                                           |
| 1925/26 | Hastings      | 1−2.     | |
| 1926    | Semmering     | 3.       | |
| 1927    | New York      | 4.       | Capablanca, Aljechin és Aaron Nimzowitsch mögött.[24]                                                                        |
|         | London        | 3.       | Tartakower és Aaron Nimzowitsch mögött.[25]                                                                                  |
| 1929    | Karlovy Vary  | 5−6.     | |
| 1929/30 | Hastings      | 2.       | |
| 1930    | Sanremo       | 7−8.     | |
| 1931    | Bled          | 4−7.     | Aljechin, Bogoljubov és Aaron Nimzowitsch mögött.[26]                                                                        |
| 1932    | Szliács       | 2.       | |
| 1934    | Újpest        | 8.       | |
| 1936    | Bad Nauheim   | 8.       | |
|         | Nottingham    | 9.       | |
| 1936/37 | Hastings      | 4−5.     | |
| 1938    | Ljubljana     | 5−7.     | |
| 1939    | Stuttgart     | 3−6.     | |
| 1940    | Budapest      | 2.       | |
| 1945    | Ljubljana     | 2−3.     | |
| 1946    | Groningen     | 17.      | |
| 1947    | Ljubljana     | 5.       | Jugoszlávia bajnoksága |
| 1948    | Karlovy Vary  | 5.       | |
| 1950    | Bled          | 9−13.    | |
| 1952    | Bázel         | 1.       | |
| 1904    | Opatija       | 18.      | |

### Emlékezetes játszmái
|    | |    |    |    |    |    |    |
|    | \| \| \| \| \| \| \| \| \| \| \| \| \| \| \| \| \| \| \| \| \| \| \| \| \| \| \| \| \| \| \| \| \| \| \| \| \| \| \| \| \| \| \| \| \| \| \| \| \| \| \| \| \| \| \| \| \| \| \| \| \| \| \| \| \| \| \| \| \| \| \| \| |    |    |    |    |    |    |
|    | |    |    |    |    |    |    |
| a8 | b8 | c8 | d8 | e8 | f8 | g8 | h8 |
| a7 | b7 | c7 | d7 | e7 | f7 | g7 | h7 |
| a6 | b6 | c6 | d6 | e6 | f6 | g6 | h6 |
| a5 | b5 | c5 | d5 | e5 | f5 | g5 | h5 |
| a4 | b4 | c4 | d4 | e4 | f4 | g4 | h4 |
| a3 | b3 | c3 | d3 | e3 | f3 | g3 | h3 |
| a2 | b2 | c2 | d2 | e2 | f2 | g2 | h2 |
| a1 | b1 | c1 | d1 | e1 | f1 | g1 | h1 |

| a8 | b8 | c8 | d8 | e8 | f8 | g8 | h8 |
| a7 | b7 | c7 | d7 | e7 | f7 | g7 | h7 |
| a6 | b6 | c6 | d6 | e6 | f6 | g6 | h6 |
| a5 | b5 | c5 | d5 | e5 | f5 | g5 | h5 |
| a4 | b4 | c4 | d4 | e4 | f4 | g4 | h4 |
| a3 | b3 | c3 | d3 | e3 | f3 | g3 | h3 |
| a2 | b2 | c2 | d2 | e2 | f2 | g2 | h2 |
| a1 | b1 | c1 | d1 | e1 | f1 | g1 | h1 |

Milan Vidmar−Max Euwe, Karlsbad, 1929. ECO A48, Torre-támadás, Euwe-változat
1. d4 Hf6 2. Hf3 g6 3. Fg5 Fg7 4. Hbd2 c5 5. e3 b6 6. Fd3 Fb7 7. O-O h6 8. Ff4 d6 9. c3 Hh5 10. Vb3 Hxf4 11. exf4 O-O 12. Bad1 Hc6 13. Fb1 cxd4 14. cxd4 e6 15. He4 He7 16. Va3 Hf5 17. Bd2 Ve7 18. Hg3 Hxg3 19. fxg3 Bfc8 20. g4 Bc7 21. f5 exf5 22. gxf5 g5 23. Be1 Vf6 24. h3 Bac8 25. Bdd1 Bc4 26. d5 a5 27. Hd2 Vd4+ 28. Kh1 Vxd5 29. Fe4 Bxe4 30. Hxe4 Vxf5 31. Hxd6 Fxg2+ 32. Kxg2 Bc2+ 33. Kh1 Vf4 (diagram) 34. Be8+ Ff8 35. Bxf8+ Kxf8 36. Hf5+ Kg8 37. Vf8+ 1-0
Akiba Rubinstein−Milan Vidmar, Berlin, 1918. ECO A52, Budapest védelem, Rubinstein-változat
1.d4 Hf6 2.c4 e5 3.dxe5 Hg4 4.Ff4 Hc6 5.Hf3 Fb4+ 6.Hc3 Ve7 7.Vd5 Fxc3+ 8.bxc3 Va3 9.Bc1 f6 10.exf6 Hxf6 11.Vd2 d6 12.Hd4 O-O 13.e3 Hxd4 14.cxd4 He4 15.Vc2 Va5+ 16.Ke2 Bxf4 17.exf4 Ff5 18.Vb2 Be8 19.Kf3 Hd2+ 20.Kg3 He4+ 21.Kh4 Be6 22.Fe2 Bh6+ 23.Fh5 Bxh5+ 24.Kxh5 Fg6+ 0-1
Milan Vidmar−Siegbert Tarrasch, Nürnberg, 1906. ECO D32, Tarrasch-védelem
1. d4 d5 2. c4 e6 3. Hc3 c5 4. e3 Hf6 5. Hf3 Hc6 6. a3 cxd4 7. exd4 Fe7 8. Ff4 O-O 9. Bc1 dxc4 10. Fxc4 Vb6 11. O-O a6 12. b4 Va7 13. Vd3 Bd8 14. Bfd1 Hd5 15. Fg5 h6 16. Fe3 Ff6 17. He4 Hce7 18. g4 Kf8 19. h4 Hg8 20. g5 hxg5 21. hxg5 Fe7 22. He5 f6 23. Hg6+ Kf7 24. Hh8+ Ke8 25. Hc5 f5 26. Ve2 g6 27. Hxg6 b5 28. Fxd5 exd5 29. Vh5 Fxc5 30. He5+ Kf8 31. Bxc5 Vg7 32. Hg6+ Kf7 33. Bc7+ Fd7 34. He5+ Ke6 35. Hc6 Bdc8 36. Ff4 Hf6 37. Be1+ He4 38. Bxe4+ 1-0

## Megjelent művei
A francia BNF adatbázis alapján
- Die Trasformieren, Berlin, J. Springer, 1921
- Das Ende des Goldzeitalters, die Menschheit im Umbruch, Braunschweig, F. Vieweg und Sohn , 1942
- Aluminij v električnih prenosnih progah, Ljubljana : Akademija znanosti in umetnosti , 1947

Orosz nyelven
- Transformator v ekspluatatsii, Moszkva, 1929.
- Transformatory, Moszkva−Leningrád, 1931.

Német nyelven
A DNB katalógusban 25 műve található.
- Das Zweite Internationale Schachturnier in Karlsbad 1911. Potsdam 1911. Nachdruck Ed. Olms, Zürich 1985 ISBN 3283001839
- Goldene Schachzeiten Neuauflage, Edition Mädler im Joachim Beyer Verlag, Hollfeld 2006 ISBN 3888052378
- Das Ende des Goldzeitalters: Die Menschheit im Umbruch. Vieweg, Braunschweig 1941
- Die Transformatoren. Birkhäuser: Basel, Stuttgart 1956 (3. Auflage) ISBN 376430393X
- Vorlesungen über die wissenschaftlichen Grundlagen der Elektrotechnik, 1928.

Sakk-könyvei
- Pol stoletja ob šahovnici (Fél évszázad a sakktábla mögött) (Ljubljana 1951),
- Šah (Sakk),
- Razgovori o šahu z začetnikom (Beszélgetés a sakkról egy kezdővel)
- Goldene Schachzeiten (A sakk aranykora)

Elektrotechnikai könyvei
- Transformatorji (Transzformátorok),
- Problemi prenosa električne energije (A villamosenergia átviteli problémái),
- Pogovori o elektrotehniki (Beszélgetések az elektrotechnikáról),
- Med Evropo in Ameriko (Európa és Amerika között),
- Moj pogled na svet (Világnézetem),
- Oslovski most (Pons asinorum) (Merkur, Ljubljana 1936).

## Emlékezete
- Szlovénia vezető villamosenergetikai kutatóinézete (EIMV) viseli a nevét, amelynek ő volt az első igazgatója.[30][31]
- Sakkban 1969−2007 között 17 alkalommal rendeztek Milan Vidmar-emlékversenyt, amely erős nemzetközi torna volt.[32]
- 2012-ben a Szlovén Elektroenergetikai Társaság a szlovén elektroenergetikusok 10. konferenciájára 600 példányban könyvet adott ki életéről, munkásságáról, publikációiról és díjairól.[33]

## Érdekességek
- Először Milan Vidmar hívta fel a figyelmet arra, hogy a sakkban sokkal nehezebb észrevenni a vízszintes, azaz a balról jobbra vagy fordítva irányuló rejtett fenyegetéseket, mint a küzdelem természetes irányában, azaz a világos és a sötét tábor alapsorait összekötő függőlegeseken megnyilvánulókat.[34]